# Campeonato Mundial de Esqui Alpino de 1970
O Campeonato Mundial de Esqui Alpino de 1970 foi a vigésima primeira edição do evento, foi realizado em Val Gardena, Itália, entre os dias 8 a 15 de fevereiro de 1970.

## Resultados

### Masculino
| Evento                 | Ouro                                     | Prata                                | Bronze                                        |
| ---------------------- | ---------------------------------------- | ------------------------------------ | --------------------------------------------- |
| Downhill (15.02)       | Bernhard Russi · Suíça · 2:24,57         | Karl Cordin · Áustria · 2:24,79      | Malcolm Milne · Austrália · 2:25,09           |
| Slalom (08.02)         | Jean-Noël Augert · França · 1:39,47      | Patrick Russel · França · 1:39,51    | Billy Kidd · Estados Unidos · 1:39,53         |
| Slalom gigante (10.02) | Karl Schranz · Áustria · 4:19,19         | Werner Bleiner · Áustria · 4:19,58   | Dumeng Giovanoli · Suíça · 4:21,15            |
| Combinado (15.02)      | Billy Kidd · Estados Unidos · 21,25 pts. | Patrick Russel · França · 50,15 pts. | Andrzej Bachleda-Curuś · Polónia · 60,90 pts. |

### Feminino
| Evento                 | Ouro                                | Prata                                          | Bronze                                        |
| ---------------------- | ----------------------------------- | ---------------------------------------------- | --------------------------------------------- |
| Downhill (11.02)       | Annerösli Zryd · Suíça · 1:58,34    | Isabelle Mir · França · 1:58,84                | Annemarie Moser-Pröll · Áustria · 2:00,43     |
| Slalom (13.02)         | Ingrid Lafforgue · França · 1:40,44 | Barbara Ann Cochran · Estados Unidos · 1:42,15 | Michèle Jacot · França · 1:42,20              |
| Slalom gigante (14.02) | Betsy Clifford · Canadá · 1:20,46   | Ingrid Lafforgue · França · 1:20,53            | Françoise Macchi · França · 1:20,60           |
| Combinado (14.02)      | Michèle Jacot · França · 30,31 pts. | Florence Steurer · França · 37,69 pts.         | Marilyn Cochran · Estados Unidos · 41,84 pts. |

## Quadro de medalhas
| Ordem | País           | Medalha de ouro | Medalha de prata | Medalha de bronze | Total |
| ----- | -------------- | --------------- | ---------------- | ----------------- | ----- |
| 1     | França         | 3               | 5                | 2                 | 10    |
| 2     | Suíça          | 2               | 0                | 1                 | 3     |
| 3     | Áustria        | 1               | 2                | 1                 | 4     |
| 4     | Estados Unidos | 1               | 1                | 2                 | 4     |
| 5     | Canadá         | 1               | 0                | 0                 | 1     |
| 6     | Austrália      | 0               | 0                | 1                 | 1     |
|       | Polónia        | 0               | 0                | 1                 | 1     |
|       | TOTAL          | 8               | 8                | 8                 | 24    |